# Bahne Rabe
Bahne Rabe (ur. 7 sierpnia 1963 w Hamburgu, zm. 5 sierpnia 2001 w Kilonii) – niemiecki wioślarz, dwukrotny medalista olimpijski.
Urodził się w RFN i do zjednoczenia Niemiec startował w barwach tego kraju. Oba medale zdobył jako członek ósemki. W Seulu sięgnął po złoto, cztery lata później  już jako reprezentant zjednoczonych Niemiec – zajął trzecie miejsce. Stawał na podium mistrzostw świata.